# The Linde Group

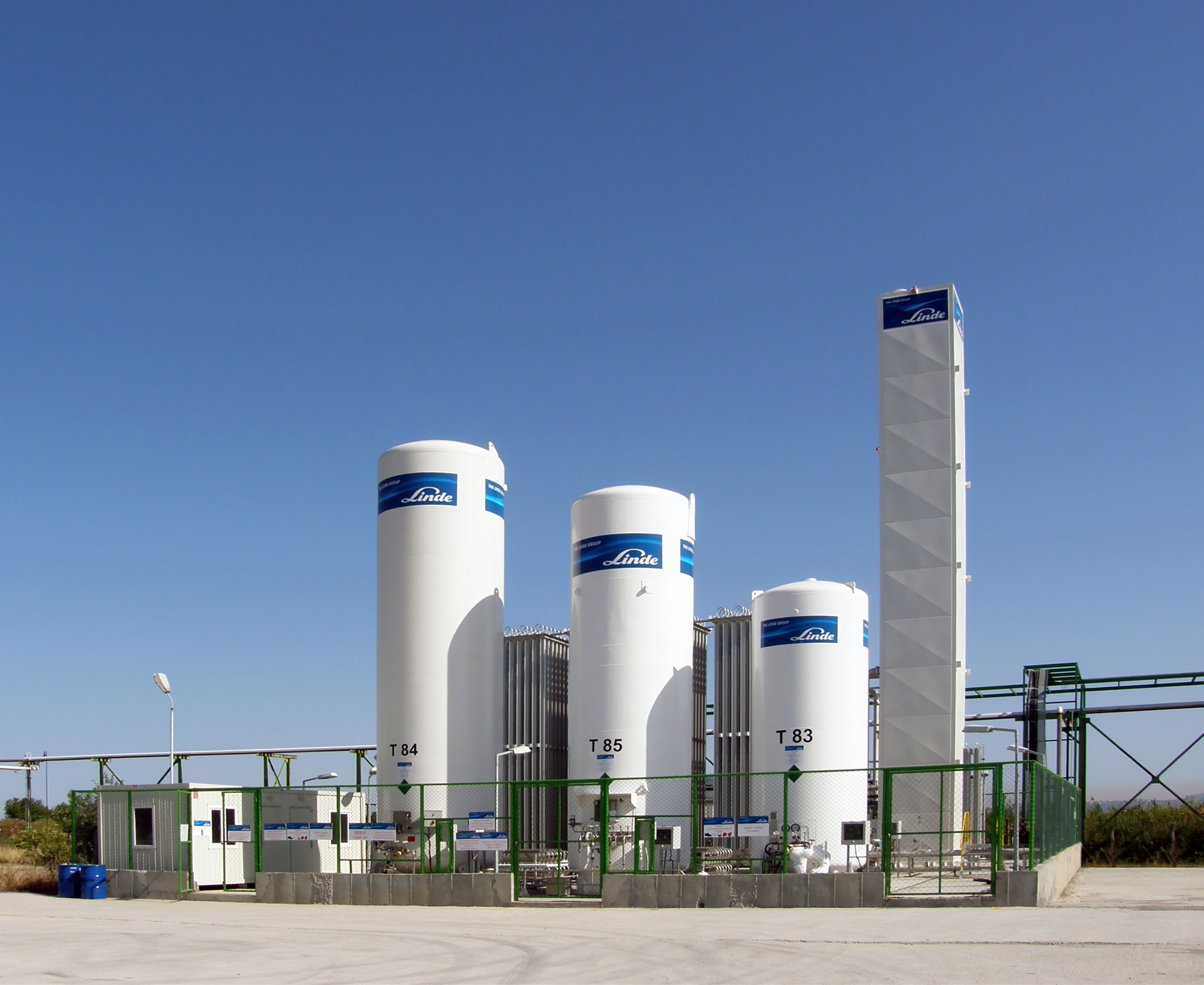
fábrica nitrógeno gaseoso

Linde plc  (conocida también como Linde AG) es una empresa química multinacional global fundada en Alemania y, desde 2018, domiciliada en Irlanda y con sede en el Reino Unido, fabricante de gases industriales. Las acciones de Linde están cotizadas en todas las bolsas de valores alemanas incluyendo la Bolsa de Fráncfort y en la Bolsa de Zúrich.

## Divisiones corporativas
Linde AG se divide en dos divisiones corporativas:
- Linde Gas: Es un proveedor de una alta variedad de gases industriales y gases de uso médico. Estos gases son almacenados en depósitos cilíndricos presurizados, en forma licuada en cilindros transportados por camiones cisterna o mediante gasoductos. Los gases industriales de Linde se comercializan bajo las marcas AGA, BOC, Afrox y PanGas, mientras que los gases de uso médico son distribuidos por las marcas Linde Gas Therapeutics, AGA Medical, INO Therapeutics, Linde Homecare, Farmadomo y Life Gas.
- Linde Engineering: Se encarga del diseño y de la construcción de plantas químicas para la producción de alquenos y gases industriales como el oxígeno, nitrógeno, argón, hidrógeno, monóxido de carbono y el gas licuado del petróleo (GLP).

## Historia
El 21 de junio de 1879, el empresario e inventor alemán Carl von Linde fundó la empresa Gesellschaft für Lindes Eismaschinen Aktiengesellschaft (al español: Compañía de heladeras de Linde Sociedad Anónima) con el propósito de desarrollar técnicas de refrigeración mecanizada para la conservación de alimentos y producción de bebidas alcohólicas.
Al conseguir éxito en este mercado, Von Linde continuó el desarrollo de sistemas de refrigeración y en 1895 patentó el descubrimiento del ciclo Linde-Hampson para la licuefacción de gases. Una de sus primeras instalaciones para la separación de gases fue establecida en la localidad de Höllriegelskreuth, cerca de Múnich en 1903.
En 1906, los ingenieros de la fábrica de Linde desarrollaron procedimientos para la separación de los constituyentes del gas de agua, dando lugar a la producción de hidrógeno y de monóxido de carbono. 
Carl von Linde consiguió el control absoluto de su empresa en 1929 y ésta empezó el desarrollo y fabricación de motores y tractores. Desde la década de 1950 en adelante, Linde AG comenzó la producción de maquinarias como carretillas elevadoras y cosechadoras.
Linde AG en la década del 2000 ha realizado dos adquisiciones de importancia. La primera empresa  adquirida fue la empresa sueca AGA AB en 2000 y la segunda fue la compañía británica The BOC Group en 2006, ambas fabricantes de gas industrial. Desde ese entonces, el nombre de Linde AG cambió su nombre a The Linde Group.

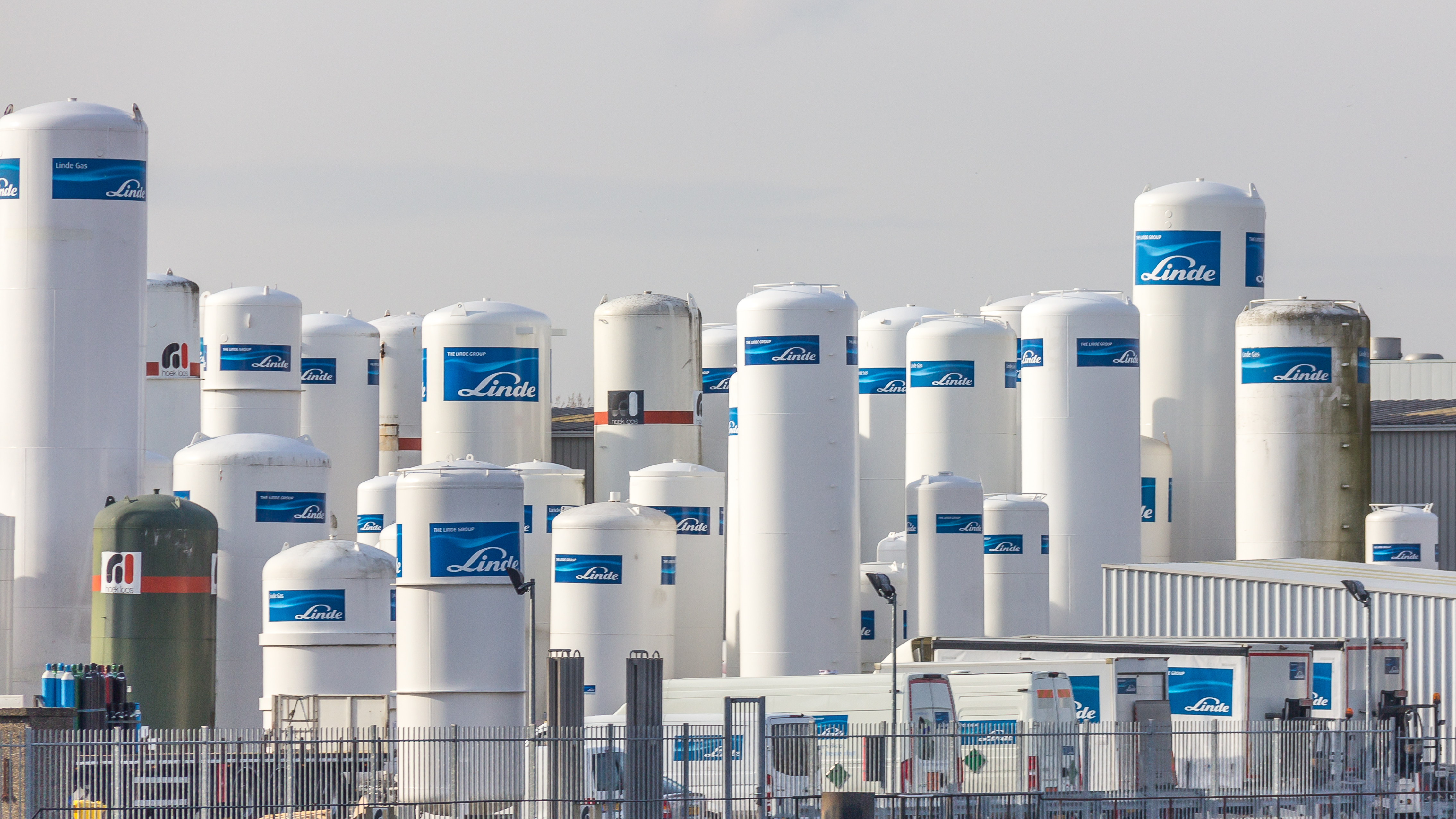
Linde Gas, Schiedam
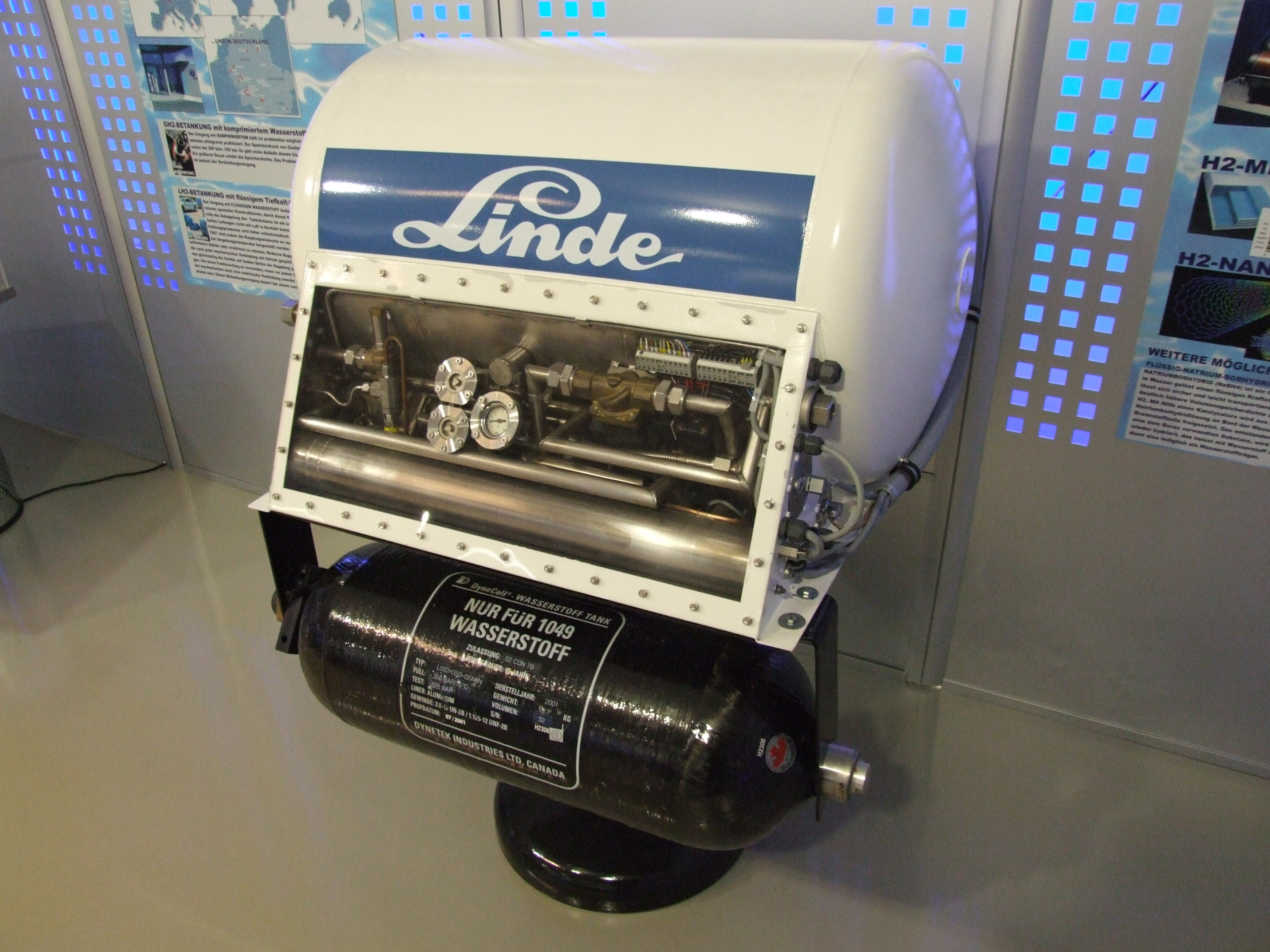
Depósito de hidrógeno líquido fabricado por Linde.
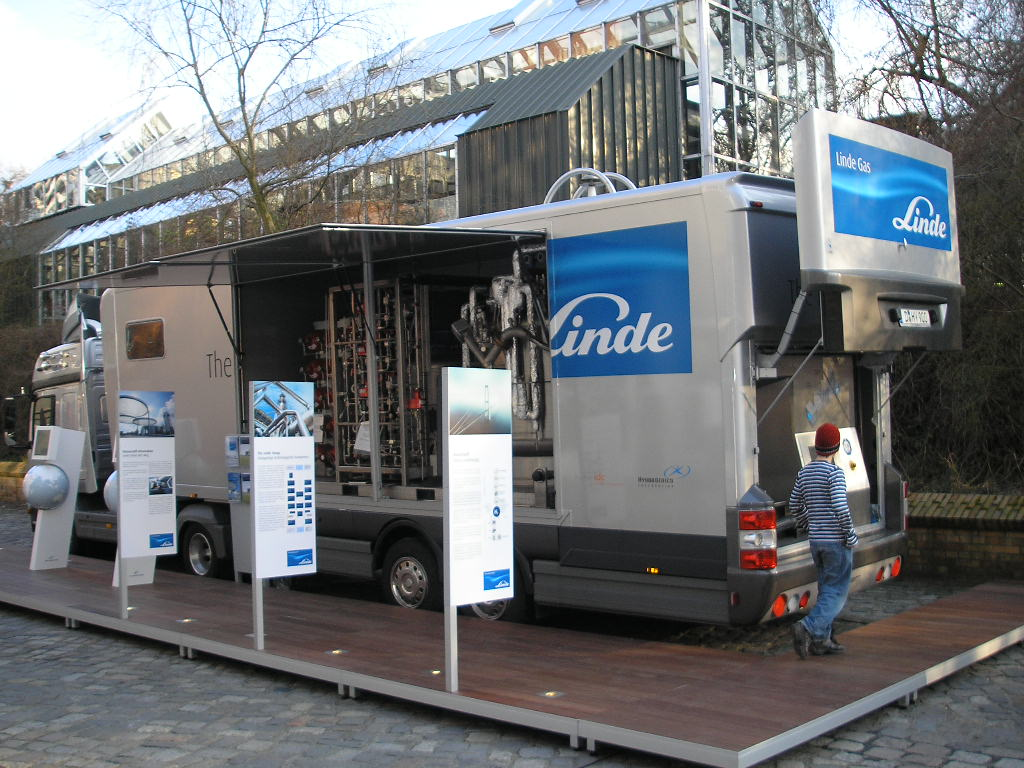
trailH2
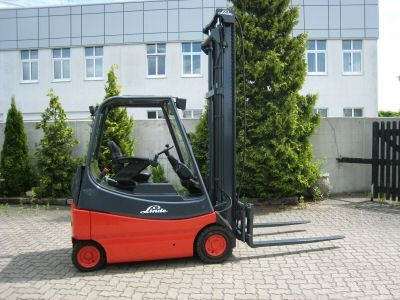
Montacargas construido por Linde, E20